# Swim School
Swim School (estilizada en minúsculas) es una banda de indie rock escocesa. Formada a finales de 2018 en Edimburgo, la banda inicialmente estaba compuesta por Alice Johnson, Lewis Bunting, Matt Mitchell y Nairn Milne; Mitchell y Milne luego dejaron la banda, mientras que Billy McMahon se unió en junio de 2020. Han lanzado los EP Volume 1, Making Sense of It All y Duality y el mixtape Seeing It Now y han apoyado a Inhaler en su gira Cuts & Bruises. La banda ha citado frecuentemente a Wolf Alice y Slowdive como influencias y sus trabajos generalmente se clasifican como indie.

## Historia
Swim School se formó a finales de 2018 en Edimburgo. Inicialmente formado por Alice Johnson, Lewis Bunting, Matt Mitchell y Nairn Milne, lanzaron su sencillo debut, «Sway», en febrero de 2019. Su actuación debut fue en Galashiels, tuvo lugar en marzo de 2019, y fue un concierto de apoyo para Indigo Velvet, otra banda con sede en Edimburgo. En octubre de 2020, Johnson declaró que su presentación se había visto arruinada por un «extraño de unos 40 años» que insultó a Johnson con insultos sexistas antes y durante la actuación, lo que la llevó a luchar para contener las lágrimas mientras actuaba y a derrumbarse después de irse. Lanzaron su segundo sencillo, «Take You There», el siguiente junio. Swim School pasó alrededor de un año dando conciertos hasta que la pandemia de COVID-19 en el Reino Unido obligó a la banda a concentrarse en la composición. El guitarrista de Indigo Velvet, Billy McMahon, fue invitado a unirse a la banda en junio de 2020 después de un período en el que colaboró con transmisiones en vivo.

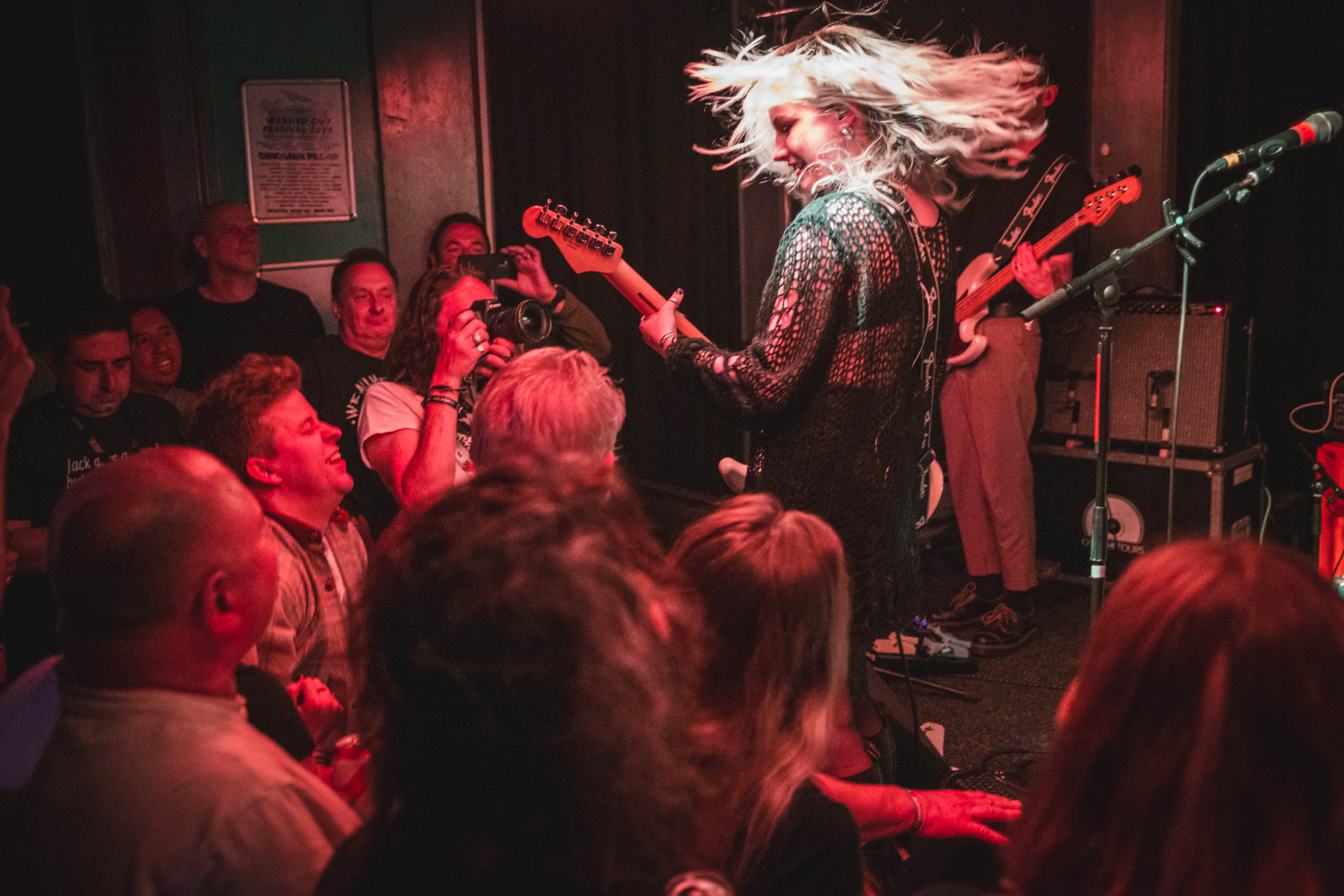
Swim School actuando en el Great Escape Festival 2022.

La banda lanzó un EP, Volume 1, en 2021, y luego el sencillo «Let Me Inside Your Head» ese marzo. En mayo, Milne había dejado la banda. Ese mes, lanzaron el sencillo «Outside», su primero sin Milne, e interpretaron una versión de «Love Story» de Taylor Swift para una sesión en vivo de la BBC. «Outside» fue escrita sobre eliminar a las personas tóxicas de sus vidas, mientras que «Love Story» fue agregada después de que la banda decidió incorporar una versión al set y rebuscó en algunas listas de reproducción de Spotify. Al mes siguiente, lanzaron «Anyway» y anunciaron su segundo EP, Making Sense of It All, que incluía temas sobre el estado mental de Johnson durante el confinamiento y se lanzó en agosto de 2021.
Después de lanzar Making Sense of It All, Swim School pasó un tiempo realizando conciertos. En junio de 2022, la banda firmó con LAB Records; en noviembre de ese año, la banda estaba compuesta por Johnson, Bunting y McMahon. Ese mes, lanzaron el sencillo «Kill You», que Johnson había escrito en febrero anterior sobre sentirse lo suficientemente cómoda en una relación como para mostrar peculiaridades. En febrero de 2023, anunciaron su segundo EP Duality y lanzaron el sencillo «Delirious». Duality, que había sido grabada en Narcissus Studios en Londres y producida por Iain Berryman, tomó su título del hecho de que comprendía canciones de amor y canciones de enojo, mientras que Johnson escribió «Delirious» en un ataque de ira después de sufrir la misoginia constante de los ingenieros de sonido durante la temporada de festivales. Otro sencillo, «Don't Leave Me Behind», fue lanzado en abril de 2023, y Duality fue lanzado en junio de 2023.
Dos semanas después del lanzamiento de Duality, la banda relanzó la canción «Bored» de ese álbum, un derivado más positivo de «Delirious», en un intento de sorprender a sus fanes. La banda apoyó a Inhaler en su gira Cuts & Bruises en noviembre de 2023 y apareció en la «Hype List 2024» de Dork el mes siguiente. En enero de 2024, la banda lanzó «Give Me A Reason Why», anunció su gira «Seeing It Now» para abril y mayo de 2024, y lanzó su mixtape debut, Seeing It Now. El último de ellos incluía una versión de «Where Is My Mind» de Pixies y una nueva versión de su canción anterior «See Red», con copias físicas que también incluían una versión de su canción anterior «Anyway».

## Estilo e influencias

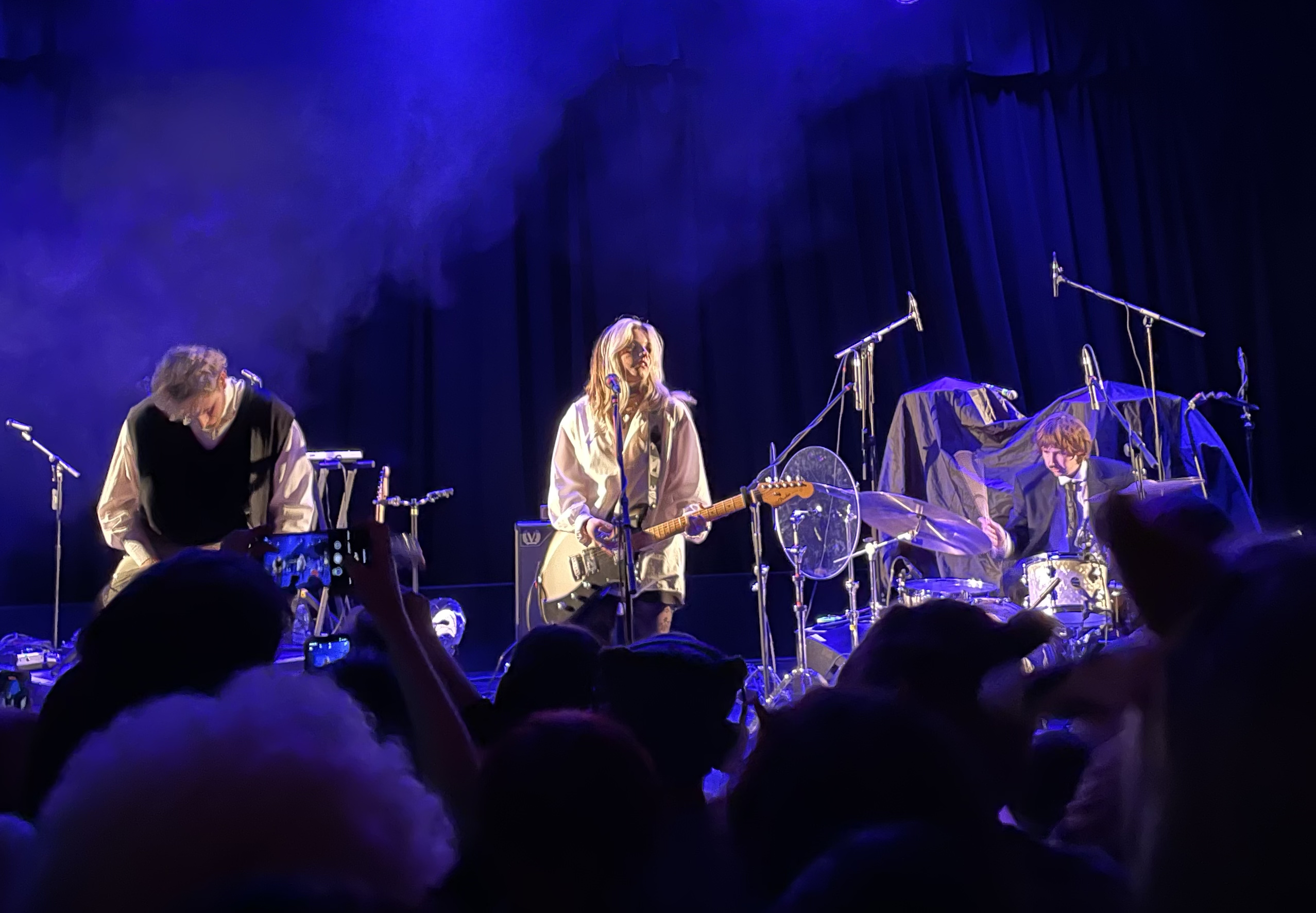
Swim School en el escenario en Brighton, 2023.

La banda ha citado frecuentemente a Wolf Alice y Slowdive como influencias y se han descrito a sí mismos como la «versión de Tesco» de la primera. Johnson ha declarado que la cantante principal de Wolf Alice, Ellie Rowsell, fue su inspiración para estar en una banda e idolatraba a Taylor Swift y Beyoncé cuando crecía, mientras que Bunting ha declarado que era un gran fan de Metallica cuando crecía y quería ser el James Hetfield y Kirk Hammett de la banda. Para su versión de «Love Story» de Swift, Johnson se inspiró en una versión grunge de Bon Iver que había visto en Triple J. La banda también ha citado como influencias a Pale Waves, Palace, Foals, The Cure, Ben Howard, Boards of Canada, Paolo Nutini, My Bloody Valentine y The Smashing Pumpkins. En julio de 2021, Sophie Williams de NME describió las obras de la banda como indie pop, mientras que Skiddle describió la voz de Johnson en enero de 2024 como «al estilo de Hayley Williams». Finlay Holden de Dork describió Making Sense of It All como una mezcla de indie rock, grunge y dream pop, mientras que Mala Mortensa de Alternative Press describió la «vibra» de «Let Me Inside Your Head» como  «esperable de una versión de Nirvana liderada por Halsey» y Andy Von Pip de Under the Radar señaló que su interpretación de «Love Story» «convirtió una dulce y romántica canción pop optimista en un pesado doom rock distópico».

## Discografía

### Álbumes de estudio
| Título      | Detalles                                                                                             |
| ----------- | --- |
| Swim School | - Previsto: 3 de octubre de 2025 - Formato: Descarga digital, streaming, CD, LP - Sello: LAB Records |

### Mixtapes
| Título        | Detalles |
| ------------- | --- |
| Seeing It Now | - Fecha de lanzamiento: 17 de abril de 2024 - Formato: Descarga digital, streaming, CD - Sello: LAB Records |

### Extended plays
| Título                 | Detalles                                                                                               |
| ---------------------- | --- |
| Volume 1               | - Fecha de lanzamiento: 8 de enero de 2021 - Formato: Descarga digital, streaming                      |
| Making Sense of It All | - Fecha de lanzamiento: 4 de marzo de 2022 - Formato: Descarga digital, streaming                      |
| Duality                | - Fecha de lanzamiento: 1 de junio de 2023 - Formato: Descarga digital, streaming - Sello: LAB Records |

### Sencillos
| Título                    | Año  | Álbum                  | Ref.          |
| ------------------------- | ---- | ---------------------- | ------------- |
| «Sway»                    | 2019 | Volume 1               | [ 3 ]         |
| «Take You There»          | 2019 | Volume 1               | [ 3 ]         |
| «Let Me Inside Your Head» | 2021 | Making Sense Of It All | [ 8 ]         |
| «Outside»                 | 2021 | Making Sense Of It All | [ 10 ]        |
| «Anyway»                  | 2021 | Making Sense Of It All | [ 13 ]        |
| «Kill You»                | 2022 | Duality                | [ 38 ]        |
| «Delirious»               | 2023 | Duality                | [ 38 ]        |
| «Don't Leave Me Behind»   | 2023 | Duality                | [ 38 ]        |
| «Bored»                   | 2023 |                        | [ 38 ] [ 39 ] |
| «Give Me A Reason Why»    | 2024 | Seeing It Now          | [ 38 ]        |
| «To Grow»                 | 2024 | Seeing It Now          | [ 38 ] [ 40 ] |
| "Heaven"                  | 2025 | Swim School            | [ 38 ]        |
| "Alone With You"          | 2025 | Swim School            | [ 38 ]        |
| "On And On"               | 2025 | Swim School            | [ 38 ]        |

## Giras

### Encabezando cartelera
- Seeing It Now Tour (2024)[26]

### Como secundarios
- Lovejoy – Inselaffe Tour (2023; tres conciertos)[41]
- Grandson - I Love You, I'm Trying Tour (2023; siete conciertos)[42]
- Inhaler – Cuts & Bruises Tour (2023; dos conciertos)[43]
- The Amazons – gira de diciembre de 2023 (2023; diez conciertos)[44]